# الدوري النمساوي 1984–85
الدوري النمساوي الممتاز 1984–85 (بالألمانية: Österreichische Fußballmeisterschaft 1984/85)‏ هو الموسم 74 من بوندسليغا النمسا لكرة القدم. أشرف على تنظيمه اتحاد النمسا لكرة القدم، وكان عدد الأندية المشاركة فيه 16، وفاز فيه أوستريا فيينا.